# کوجیر
شهر کوجیر (به رومانیایی: Cugir) در شهرستان البه در کشور رومانی واقع شده‌است. جمعیت این شهر ۳۰٬۲۴۴ نفر  است.